# District de Wanghua
Le district de Wanghua (望花区 ; pinyin : Wànghuā Qū) est une subdivision administrative de la province du Liaoning en Chine. Il est placé sous la juridiction de la ville-préfecture de Fushun.